# Championnat de Corée du Sud de football 2019
Navigation
K League 1 2018 K League 1 2020
La saison 2019 du Championnat de Corée du Sud de football est la 37e édition de la première division sud-coréenne, la K League 1. Les douze clubs engagés s'affrontent à trois reprises lors de la phase régulière. À l'issue de celle-ci, les six premiers jouent la poule pour le titre et s'affrontent une nouvelle fois, tandis que les six derniers font de même au sein de la poule de relégation. Le dernier du classement est relégué, l'avant-dernier doit disputer un barrage de promotion-relégation face à une formation de deuxième division.

## Clubs de la saison 2019
| \| Daegu Sangju Sangmu Gangwon Gyeongnam Incheon Jeju Jeonbuk Pohang Seongnam Séoul Suwon Ulsan \| Localisation des clubs |
| Daegu Sangju Sangmu Gangwon Gyeongnam Incheon Jeju Jeonbuk Pohang Seongnam Séoul Suwon Ulsan                              |

| Club                    | Ville     | Entraîneur    | Stade                                                                                   |
| ----------------------- | --------- | ------------- | --------------------------------------------------------------------------------------- |
| Daegu FC                | Daegu     | André         | DGB Arena                                                                               |
| Gangwon FC              | Chuncheon | Kim Byung-soo | Stade Chuncheon Song-am                                                                 |
| Gyeongnam FC            | Changwon  | Kim Jong-bu   | Changwon Football Center                                                                |
| Incheon United          | Incheon   | Yoo Sang-chul | Stade de football d'Incheon (en)                                                        |
| Jeju United             | Seogwipo  | Choi Yun-kyum | Stade de la Coupe du monde de Jeju                                                      |
| Jeonbuk Hyundai Motors  | Jeonju    | José Morais   | Stade de la Coupe du monde de Jeonju                                                    |
| Pohang Steelers         | Pohang    | Kim Gi-dong   | Pohang Steel Yard                                                                       |
| Sangju Sangmu           | Sangju    | Kim Tae-wan   | Sangju Civic Stadium                                                                    |
| Seongnam FC             | Seongnam  | Nam Ki-il     | Stade Tancheon(juillet-décembre 2019) Stade Seongnam(mars-juin 2019)                    |
| FC Séoul                | Séoul     | Choi Yong-soo | Stade de la Coupe du monde de Séoul                                                     |
| Suwon Samsung Bluewings | Suwon     | Lee Im-saeng  | Stade de la Coupe du monde de Suwon                                                     |
| Ulsan Hyundai           | Ulsan     | Kim Do-hoon   | Stade de football d’Ulsan Munsu(fèvrier-juin 2019) Stade d'Ulsan(juillet-décembre 2019) |

### Stades
- Les venues primaires utilisées en la K League 1:

| Daegu FC           | Gangwon FC                     | Gyeongnam FC                  | Incheon United           | Jeju United             | Jeonbuk Hyundai Motors       |
| ------------------ | ------------------------------ | ----------------------------- | ------------------------ | ----------------------- | ---------------------------- |
| Daegu Forest Arena | Chuncheon Song-am Leports Town | Changwon Football Center      | Incheon Football Stadium | Jeju World Cup Stadium  | Jeonju World Cup Stadium     |
| Capacité: 12,415   | Capacité: 20,000               | Capacité: 20,245              | Capacité: 20,891         | Capacité: 35,657        | Capacité: 42,477             |
|                    |                                |                               |                          |                         |                              |
| Pohang Steelers    | Sangju Sangmu                  | Seongnam FC                   | FC Séoul                 | Suwon Samsung Bluewings | Ulsan Hyundai                |
| Pohang Steel Yard  | Stade municipal de Sangju      | Stade Seongnam Stade Tancheon | Seoul World Cup Stadium  | Suwon World Cup Stadium | Ulsan Munsu Football Stadium |
| Capacité: 25,000   | Capacité: 15,042               | Capacité: 14,146              | Capacité: 66,704         | Capacité: 43,959        | Capacité: 44,474             |
|                    |                                |                               |                          |                         |                              |

### Footballeurs étrangers
Une équipe peut utiliser un maximum de quatre footballeurs étrangers sur le terrain.
| Club                    | Footballeur 1    | Footballeur 2        | Footballeur 3        | Footballeur asiatique |
| ----------------------- | ---------------- | -------------------- | -------------------- | --------------------- |
| Daegu FC                | Césinha          | Edgar                | Rildo                | Tsubasa Nishi         |
| Gangwon FC              | Nemanja Bilbija  | Valentinos Sielis    |                      | Takahiro Nakazato     |
| Gyeongnam FC            | Osman            | Luc Castaignos       | Uroš Đerić           | Takahiro Kunimoto     |
| Incheon United          | Gordan Bunoza    | Stefan Mugoša        | Lanre Kehinde        | Rashid Mahazi         |
| Jeju United             | Magno Cruz       | Elías Aguilar        | Christian Osaguona   | Aleksandar Jovanović  |
| Jeonbuk Hyundai Motors  | Ricardo Lopes    | Samuel Rosa          |                      | Bernie Ibini-Isei     |
| Pohang Steelers         | Wanderson        | Stanislav Iljutcenko | Aleksandar Paločević |                       |
| Seongnam FC             | Éder             | Mathias Coureur      |                      |                       |
| FC Séoul                | Osmar            | Aleksandar Pešić     |                      | Ikromjon Alibaev      |
| Suwon Samsung Bluewings | Dejan Damjanović | Waguininho           | Terry Antonis        | Adam Taggart          |
| Ulsan Hyundai           | Júnior Negrão    | Dave Bulthuis        | Mix Diskerud         | Jason Davidson        |

## Compétition

### Classement
| Rang | Équipe                      | Pts | J  | G  | N  | P  | Bp | Bc | Diff |
| ---- | --------------------------- | --- | -- | -- | -- | -- | -- | -- | ---- |
| 1    | Jeonbuk Hyundai Motors T Ch | 79  | 38 | 22 | 13 | 3  | 72 | 32 | +40  |
| 2    | Ulsan Hyundai               | 79  | 38 | 23 | 10 | 5  | 71 | 39 | +32  |
| 3    | FC Séoul                    | 56  | 38 | 15 | 11 | 12 | 53 | 49 | +4   |
| 4    | Pohang Steelers             | 56  | 38 | 16 | 8  | 14 | 49 | 49 | 0    |
| 5    | Daegu FC                    | 55  | 38 | 13 | 16 | 9  | 46 | 37 | +9   |
| 6    | Gangwon FC                  | 50  | 38 | 14 | 8  | 16 | 56 | 58 | -2   |
|      |                             |     |    |    |    |    |    |    |      |
| 7    | Sangju Sangmu               | 55  | 38 | 16 | 7  | 15 | 49 | 53 | -4   |
| 8    | Suwon Samsung Bluewings C   | 48  | 38 | 12 | 12 | 14 | 46 | 49 | -3   |
| 9    | Seongnam FC P               | 45  | 38 | 12 | 9  | 17 | 30 | 40 | -10  |
| 10   | Incheon United              | 34  | 38 | 7  | 13 | 18 | 33 | 54 | -21  |
| 11   | Gyeongnam FC                | 33  | 38 | 6  | 15 | 17 | 43 | 61 | -18  |
| 12   | Jeju United                 | 27  | 38 | 5  | 12 | 21 | 45 | 72 | -27  |

|  | Champion de Corée du Sud et qualification pour la Ligue des champions de l'AFC 2020       |
|  | Qualification pour la Ligue des champions de l'AFC 2020                                   |
|  | Qualification pour le troisième tour qualificatif de la Ligue des champions de l'AFC 2020 |
|  | Barrage de relégation de deuxième division                                                |
|  | Relégation directe en deuxième division                                                   |
|  | T : Tenant du titre C : Vainqueur de la Coupe de Corée du Sud P : Promu de K League 2     |

Source : site de la K-League
Les 2 matchs "Ulsan vs Gangwon" et "Gyeongnam vs Jeonbuk" de la 30e journée ont été retardés par le typhon Tapa. Le nouvel date est 2e ou 3e octobre 2019.

### Évolution du classement

#### Journées 1-33
| Journées →              | 1  | 2  | 3  | 4  | 5  | 6  | 7  | 8  | 9  | 10 | 11 | 12 | 13 | 14 | 15 | 16 | 17 | 18 | 19 | 20 | 21 | 22 | 23 | 24 | 25 | 26 | 27 | 28 | 29 | 30 | 31 | 32 | 33 |
| ----------------------- | -- | -- | -- | -- | -- | -- | -- | -- | -- | -- | -- | -- | -- | -- | -- | -- | -- | -- | -- | -- | -- | -- | -- | -- | -- | -- | -- | -- | -- | -- | -- | -- | -- |
| Ulsan Hyundai           | 3  | 6  | 4  | 3  | 1  | 1  | 1  | 2  | 2  | 2  | 1  | 1  | 1  | 2  | 2  | 2  | 3  | 3  | 2  | 2  | 2  | 2  | 1  | 1  | 1  | 2  | 1  | 2  | 2  | 2  | 2  | 1  | 1  |
| Jeonbuk Hyundai Motors  | 5  | 3  | 5  | 4  | 4  | 3  | 3  | 1  | 1  | 1  | 2  | 2  | 2  | 1  | 1  | 1  | 1  | 1  | 1  | 1  | 1  | 1  | 2  | 2  | 2  | 1  | 2  | 1  | 1  | 1  | 1  | 2  | 2  |
| FC Séoul                | 1  | 2  | 2  | 1  | 2  | 2  | 2  | 3  | 3  | 4  | 3  | 3  | 3  | 3  | 3  | 3  | 2  | 2  | 3  | 3  | 3  | 3  | 3  | 3  | 3  | 3  | 3  | 3  | 3  | 3  | 3  | 3  | 3  |
| Daegu FC                | 5  | 4  | 3  | 7  | 5  | 5  | 5  | 4  | 4  | 3  | 4  | 4  | 4  | 4  | 4  | 4  | 4  | 4  | 4  | 5  | 5  | 5  | 5  | 5  | 6  | 6  | 4  | 5  | 5  | 5  | 4  | 4  | 4  |
| Pohang Steelers         | 11 | 11 | 8  | 9  | 8  | 7  | 9  | 10 | 8  | 6  | 7  | 6  | 6  | 6  | 7  | 7  | 7  | 7  | 8  | 8  | 7  | 8  | 9  | 9  | 9  | 9  | 9  | 8  | 8  | 8  | 6  | 6  | 5  |
| Gangwon FC              | 11 | 9  | 7  | 5  | 7  | 9  | 10 | 7  | 7  | 8  | 6  | 5  | 7  | 7  | 6  | 6  | 5  | 5  | 5  | 4  | 4  | 4  | 4  | 4  | 4  | 4  | 5  | 4  | 4  | 4  | 5  | 5  | 6  |
| Sangju Sangmu           | 1  | 1  | 1  | 2  | 3  | 4  | 4  | 6  | 5  | 5  | 5  | 7  | 5  | 5  | 5  | 5  | 6  | 6  | 6  | 7  | 8  | 7  | 7  | 7  | 5  | 5  | 6  | 6  | 7  | 7  | 7  | 7  | 7  |
| Suwon Samsung Bluewings | 9  | 12 | 12 | 10 | 10 | 8  | 8  | 9  | 10 | 9  | 8  | 8  | 8  | 8  | 8  | 8  | 8  | 9  | 7  | 6  | 6  | 6  | 6  | 6  | 7  | 7  | 7  | 7  | 6  | 6  | 8  | 8  | 8  |
| Seongnam FC             | 9  | 10 | 10 | 11 | 9  | 10 | 7  | 5  | 6  | 7  | 9  | 9  | 9  | 9  | 9  | 9  | 9  | 8  | 9  | 9  | 9  | 9  | 8  | 8  | 8  | 8  | 8  | 9  | 9  | 9  | 9  | 9  | 9  |
| Gyeongnam FC            | 3  | 7  | 9  | 6  | 6  | 6  | 6  | 8  | 9  | 10 | 10 | 10 | 11 | 10 | 10 | 10 | 10 | 10 | 10 | 11 | 11 | 11 | 11 | 11 | 10 | 10 | 10 | 10 | 10 | 10 | 10 | 10 | 10 |
| Incheon United          | 5  | 5  | 6  | 8  | 11 | 12 | 12 | 11 | 11 | 12 | 12 | 12 | 12 | 12 | 12 | 12 | 11 | 12 | 12 | 12 | 12 | 12 | 12 | 12 | 11 | 11 | 12 | 11 | 11 | 12 | 11 | 11 | 11 |
| Jeju United             | 5  | 8  | 11 | 12 | 12 | 11 | 11 | 12 | 12 | 11 | 11 | 11 | 10 | 11 | 11 | 11 | 12 | 11 | 11 | 10 | 10 | 10 | 10 | 10 | 12 | 12 | 11 | 12 | 12 | 11 | 12 | 12 | 12 |

mise_à_jour=complet

#### Journées 34-38
| Journées →             | 34 | 35 | 36 | 37 | 38 |
| ---------------------- | -- | -- | -- | -- | -- |
| Jeonbuk Hyundai Motors | 2  | 2  | 2  | 2  | 1  |
| Ulsan Hyundai          | 1  | 1  | 1  | 1  | 2  |
| FC Séoul               | 3  | 3  | 3  | 3  | 3  |
| Pohang Steelers        | 6  | 6  | 6  | 5  | 4  |
| Daegu FC               | 4  | 4  | 4  | 4  | 5  |
| Gangwon FC             | 5  | 5  | 5  | 6  | 6  |

| Journées →              | 34 | 35 | 36 | 37 | 38 |
| ----------------------- | -- | -- | -- | -- | -- |
| Sangju Sangmu           | 7  | 7  | 7  | 7  | 7  |
| Suwon Samsung Bluewings | 8  | 8  | 8  | 8  | 8  |
| Seongnam                | 9  | 9  | 9  | 9  | 9  |
| Incheon United          | 10 | 10 | 10 | 10 | 10 |
| Gyeongnam               | 11 | 11 | 11 | 11 | 11 |
| Jeju United             | 12 | 12 | 12 | 12 | 12 |

### Matchs
| Résultats (▼dom., ►ext.)                                   | DGF | GWF | GNF | ICU | JJU | JHM | PHS | SJS | SNM | SEO | SSB | USH |
| Daegu FC                                                   |     | 2-2 | 1-1 | 2-1 | 2-0 | 1-4 | 3-0 | 1-0 | 1-1 | 1-2 | 0-0 | 1-1 |
| Gangwon FC                                                 | 0-2 |     | 2-1 | 1-0 | 0-1 | 2-3 | 5-4 | 4-0 | 2-1 | 1-2 | 0-2 | 0-0 |
| Gyeongnam FC                                               | 2-1 | 0-2 |     | 1-1 | 2-2 | 3-3 | 1-2 | 1-1 | 2-1 | 1-2 | 3-3 | 1-3 |
| Incheon United                                             | 0-3 | 1-2 | 2-1 |     | 1-1 | 0-1 | 0-1 | 1-2 | 0-0 | 0-2 | 2-3 | 0-3 |
| Jeju United                                                | 1-1 | 2-4 | 2-0 | 1-2 |     | 0-1 | 1-1 | 2-3 | 1-2 | 4-2 | 1-2 | 1-3 |
| Jeonbuk Hyundai Motors                                     | 1-1 | 0-1 | 4-1 | 2-0 | 3-1 |     | 2-0 | 2-0 | 3-1 | 2-1 | 1-1 | 1-1 |
| Pohang Steelers                                            | 0-2 | 1-0 | 4-1 | 1-2 | 1-1 | 1-1 |     | 1-2 | 1-0 | 0-0 | 1-0 | 2-1 |
| Sangju Sangmu                                              | 2-0 | 2-0 | 1-1 | 2-0 | 4-2 | 0-3 | 1-1 |     | 1-0 | 1-3 | 0-2 | 0-1 |
| Seongnam FC                                                | 0-1 | 1-2 | 1-1 | 0-0 | 1-1 | 0-0 | 2-0 | 1-0 |     | 0-1 | 2-1 | 1-4 |
| FC Séoul                                                   | 2-1 | 2-2 | 2-1 | 0-0 | 0-0 | 2-4 | 2-0 | 2-0 | 3-1 |     | 4-2 | 2-2 |
| Suwon Samsung Bluewings                                    | 0-0 | 1-1 | 0-0 | 3-1 | 2-0 | 0-4 | 3-0 | 0-0 | 1-2 | 1-1 |     | 1-3 |
| Ulsan Hyundai                                              | 0-0 | 2-1 | 2-0 | 1-0 | 2-1 | 2-1 | 1-0 | 2-2 | 0-1 | 2-1 | 2-1 |     |
| - Victoire à domicile - Match nul - Victoire à l'extérieur |     |     |     |     |     |     |     |     |     |     |     |     |

| Résultats (▼dom., ►ext.)                                   | DGF | GWF | GNF | ICU | JJU | JHM | PHS | SJS | SNM | SEO | SSB | USH |
| Daegu FC                                                   |     | 3-1 | 1-0 |     | 2-2 |     | 0-0 |     |     |     | 0-2 |     |
| Gangwon FC                                                 |     |     | 2-0 | 2-2 | 2-0 | 3-3 | 2-1 |     |     |     | 1-3 |     |
| Gyeongnam FC                                               |     |     |     |     |     | 1-1 | 0-1 |     | 2-0 |     | 2-0 | 3-3 |
| Incheon United                                             | 1-1 |     | 1-1 |     | 0-0 | 0-0 |     |     | 0-1 |     |     | 3-3 |
| Jeju United                                                |     |     | 1-2 |     |     |     |     | 1-4 | 3-0 | 1-1 |     | 0-5 |
| Jeonbuk Hyundai Motors                                     | 0-2 |     |     |     | 2-2 |     |     | 2-1 | 1-1 |     | 2-0 | 3-0 |
| Pohang Steelers                                            |     |     |     | 5-3 | 2-1 | 1-2 |     |     | 1-0 | 2-1 |     | 2-1 |
| Sangju Sangmu                                              | 1-1 | 2-1 | 2-1 | 2-3 |     |     | 2-1 |     |     |     |     |     |
| Seongnam FC                                                | 1-2 | 1-0 |     |     |     |     |     | 1-0 |     | 1-0 | 0-0 |     |
| FC Séoul                                                   | 2-1 | 0-0 | 1-1 | 3-1 |     | 0-2 |     | 1-2 |     |     |     |     |
| Suwon Samsung Bluewings                                    |     |     |     | 0-1 | 1-0 |     | 0-2 | 1-1 |     | 1-2 |     | 0-2 |
| Ulsan Hyundai                                              | 1-1 | 2-0 |     |     |     |     |     | 5-1 | 1-0 | 3-1 |     |     |
| - Victoire à domicile - Match nul - Victoire à l'extérieur |     |     |     |     |     |     |     |     |     |     |     |     |

#### Deuxième phase
| Résultats (▼dom., ►ext.) | DGU | GWN | JHM | PHS | SEO | USH |
| Daegu FC                 |     |     | 0-2 |     | 0-0 | 1-2 |
| Gangwon FC               | 2-4 |     |     |     | 3-2 |     |
| Jeonbuk Hyundai Motors   |     | 1-0 |     | 3-0 | 1-1 |     |
| Pohang Steelers          | 0-0 | 2-2 |     |     |     |     |
| FC Séoul                 |     |     |     | 0-3 |     | 0-1 |
| Ulsan Hyundai            |     | 2-1 | 1-1 | 1-4 |     |     |

| Résultats (▼dom., ►ext.) | GNM | ICU | JJU | SJS | SNM | SSB |
| Gyeongnam                |     | 0-0 | 2-2 | 0-1 |     |     |
| Incheon United           |     |     |     | 2-0 |     | 1-1 |
| Jeju United              |     | 2-0 |     |     |     | 2-4 |
| Sangju Sangmu            |     |     | 2-1 |     | 0-1 | 4-1 |
| Seongnam FC              | 1-2 | 0-1 | 3-1 |     |     |     |
| Suwon Samsung            | 2-1 |     |     |     | 0-0 |     |

### Barrage de promotion-relégation
Le 11e de K League 1 affronte le vainqueur des barrages de K League 2 pour déterminer le douzième club qualifié pour le championnat la saison prochaine.
| Équipe 1         | Résultat | Équipe 2     | Aller | Retour |
| ---------------- | -------- | ------------ | ----- | ------ |
| Busan IPark (K2) | 2 - 0    | Gyeongnam FC | 0 - 0 | 2 - 0  |

| Match aller                         | Busan IPark (K2) | 0 - 0 | (K1) Gyeongnam FC |                                                                                        |                                                                                        |
| Jeudi 5 décembre 2019 19h00 (UTC+9) |                  | (0-0) |                   | Stade de Gudeok, Busan Spectateurs : 8 249 Diffuseur : SPOTV+ Arbitrage : Kim Dae-yong | Stade de Gudeok, Busan Spectateurs : 8 249 Diffuseur : SPOTV+ Arbitrage : Kim Dae-yong |

| Match retour                           | Gyeongnam FC (K1) | 0 - 2 | (K2) Busan IPark                  | | |
| Dimanche 8 décembre 2019 14h00 (UTC+9) |                   | (0-0) | Rômulo 77e (pen.) · Novotny 90+5e | Centre de Changwon Football, Changwon Spectateurs : 5 397 Diffuseur : JTBC3 Fox Sports Arbitrage : Go Hyung-jin | Centre de Changwon Football, Changwon Spectateurs : 5 397 Diffuseur : JTBC3 Fox Sports Arbitrage : Go Hyung-jin |
| Dimanche 8 décembre 2019 14h00 (UTC+9) |                   |       |                                   | Centre de Changwon Football, Changwon Spectateurs : 5 397 Diffuseur : JTBC3 Fox Sports Arbitrage : Go Hyung-jin | Centre de Changwon Football, Changwon Spectateurs : 5 397 Diffuseur : JTBC3 Fox Sports Arbitrage : Go Hyung-jin |

Busan IPark a été promu en agg. 2-0 à K League 1 2020.
Gyeongnam FC a été relégué en agg. 0-2 à K League 2 2020.

## Bilan de la saison
| Championnat de Corée du Sud de football 2019 |                                                                 |
| Champion                                     | Jeonbuk Hyundai Motors                                          |
| Coupes et trophées                           |                                                                 |
| Vainqueur de la Coupe de Corée du Sud 2019   | Suwon Samsung Bluewings                                         |
| Qualifications continentales                 |                                                                 |
| Ligue des champions de l'AFC 2020            | Jeonbuk Hyundai Motors                                          |
| Ligue des champions de l'AFC 2020            | Suwon Samsung Bluewings (Vainqueur de la Coupe de Corée du Sud) |
| Ligue des champions de l'AFC 2020            | Ulsan Hyundai                                                   |
| Ligue des champions de l'AFC 2020            | FC Séoul (tour préliminaire)                                    |
| Promotions et relégations                    |                                                                 |
| Promus en K League 1                         | Gwangju FC                                                      |
| Promus en K League 1                         | Busan IPark                                                     |
| Relégués en K League 2                       | Gyeongnam FC                                                    |
| Relégués en K League 2                       | Jeju United                                                     |

## Statistique de saison
| Sort | Joueur | Club | Buts |
| ---- | ------ | ---- | ---- |

| Sort | Joueur | Club | Buts |
| ---- | ------ | ---- | ---- |

## Parcours en coupes d'Asie

### Parcours continental des clubs
Le parcours des clubs sud-coréens en coupes d'Asie est important puisqu'il détermine le coefficient AFC, et donc le nombre de clubs sud-coréens présents en coupes d'Asie les années suivantes.
| Club                                                 | Compétition         | Résultat                                | Ultime(s) adversaire(s)                                                       | Ultime(s) adversaire(s)                                                       | Ultime(s) adversaire(s)                                                       |
| ---------------------------------------------------- | ------------------- | --------------------------------------- | ----------------------------------------------------------------------------- | ----------------------------------------------------------------------------- | ----------------------------------------------------------------------------- |
| Jeonbuk Hyundai Motors                               | Ligue des champions | Éliminé aux huitièmes de finale         | 2-2(a.e.t.) [3-5 tirs-au-but] Shanghai SIPG                                   | 2-2(a.e.t.) [3-5 tirs-au-but] Shanghai SIPG                                   | 2-2(a.e.t.) [3-5 tirs-au-but] Shanghai SIPG                                   |
| Daegu FC(Vainqueur de la Coupe de Corée du Sud 2018) | Ligue des champions | Éliminé aux phase de groupes (Groupe F) | 0-3 Sanfrecce Hiroshima 3-2 Guangzhou Evergrande Taobao 7-1 Melbourne Victory | 0-3 Sanfrecce Hiroshima 3-2 Guangzhou Evergrande Taobao 7-1 Melbourne Victory | 0-3 Sanfrecce Hiroshima 3-2 Guangzhou Evergrande Taobao 7-1 Melbourne Victory |
| Gyeongnam FC                                         | Ligue des champions | Éliminé aux phase de groupes (Groupe E) | 3-4 Shandong Luneng Taishan 3-3(a) Kashima Antlers 3-1 Johor Darul Ta'zim     | 3-4 Shandong Luneng Taishan 3-3(a) Kashima Antlers 3-1 Johor Darul Ta'zim     | 3-4 Shandong Luneng Taishan 3-3(a) Kashima Antlers 3-1 Johor Darul Ta'zim     |
| Ulsan Hyundai                                        | Ligue des champions | Éliminé aux huitièmes de finale         | 2-4 Urawa Red Diamonds                                                        | 2-4 Urawa Red Diamonds                                                        | 2-4 Urawa Red Diamonds                                                        |